# 4465 Rodita
4465 Rodita (1969 TD5) là một tiểu hành tinh vành đai chính được phát hiện ngày 14 tháng 10 năm 1969 bởi B. A. Burnasheva ở Đài vật lý thiên văn Crimean.